# Kim Su-jung
Kim Su-jung (9 de abril de 2004) es una actriz surcoreana. Comenzó su carrera como actriz infantil, y ha protagonizado series y películas como Dos Esposas (2009), Labial Rosado (2011) y Campeón (2011). también es conocida como anfitriona de uno de los segmentos en Star Golden Bell.

## Filmografía

### Cine
| Año  | Título             | Papel      |
| ---- | ------------------ | ---------- |
| 2010 | Fantasma (Conmigo) | Estudiante |
| 2011 | Champ              | Ye-seung   |

### Serie de televisión
| Año  | Título            | Papel      | Red  |
| ---- | ----------------- | ---------- | ---- |
| 2008 | My Precious You   | Lee Ji-woo | KBS2 |
| 2009 | Dos Mujeres       | Han So-ri  | SBS  |
| 2011 | Pink Lipstick     | Na-ri      | MBC  |
| 2015 | Encantador Vecino |            | SBS  |